# 哈雷德
哈雷德（挪威語：Hareid）是挪威默勒-魯姆斯達爾郡的一個市镇，行政中心为哈雷德村。市镇面积为82.28平方公里，人口数量为5,159人（2023年），人口密度为每平方公里67.2人。